# Elin Kallio

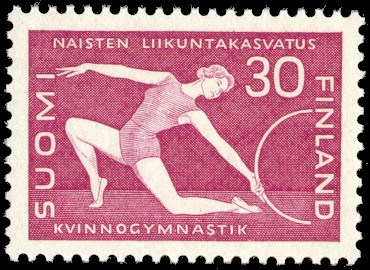
Kallio en un segell finlandès de 1959

Elin Kallio (23 abril del 1859, Hèlsinki, Finlàndia–25 desembre del 1927, Hèlsinki) va ser una pionera de la gimnàstica a Finlàndia. És considerada fundadora del moviment gimnàstic de les dones de Finlàndia. Kallio va ser educada a l'Institut Gimnàstic Reial d'Estocolm. Va ser instructora de gimnàstica durant trenta-quatre anys en escoles de noies finlandeses privades i a la Universitat de Hèlsinki. Va fundar la primera associació finlandesa per a dones gimnastes el 1876, una entitat que s'acabaria convertint en la Federació de Dones Gimnastes de Finlàndia el 1896. Kallio va escriure extensament sobre l'educació física de les gimnastes i les dones. El 1959, cent anys després del seu naixement, el servei de correus finlandès va fer un segell commemoratiu amb la seva imatge.